# アクシアム (レコードレーベル)
アクシアム（Axiom）は、アイランド・レコードの創設者であるクリス・ブラックウェルの支援を受けて、1990年にミュージシャンのビル・ラズウェルによって設立されたレコードレーベル。

## 略歴
1989年、クリス・ブラックウェルはアイランド・レコードをポリグラムへ売却した。ポリグラムは2000年にユニバーサルミュージックグループの子会社となり、ブラックウェルはCEOとして残った。1997年に、彼は自身のマネージメントに対する抑圧的な監視に苦労した後、ポリグラムを辞任した。そこでアクシアムは閉鎖されたが、ブラックウェルがパーム・ピクチャーズを開始したときに活動が再開された。しかし、パームは音楽ビジネスへの関与を縮小し、アクシアムを再び休眠状態にした。
アクシアムは、ソニー・シャーロックの『アスク・ジ・エイジス』やヘンリー・スレッギルの『トゥ・マッチ・シュガー・フォー・ア・ダイム』のほか、プラクシスやマテリアルなどラズウェルのバンドによるレコードをリリースしている。
サイモン・シャヒーンのムハンマド・アブドゥルワッハーブへのトリビュート、L.シャンカールの『Soul Searcher』、モロッコのグナワ音楽のフィールド・レコーディング、ガンビアのマンディンカ族やフラニ族の音楽、モロッコのリフ山脈のマスター・ミュージシャンズ・オブ・ジャジューカなど、一連のワールドミュージック作品もアクシアムからリリースされた。
パーム・ピクチャーズに移った後のアクシアムは、特にマテリアルや、ラズウェル、ザキール・フセイン、カーシュ・カーレイ、ウスタッド・スルタン・カーンを含むグループであるタブラ・ビート・サイエンスらによる、ほんの一握りのアルバムのみをリリースした。

## アーティスト
- ウマー・ビン・ハッサン
- ザキール・フセイン
- カーシュ・カーレイ
- ウスタッド・スルタン・カーン
- マテリアル
- プラクシス
- サイモン・シャヒーン
- L.シャンカール
- ソニー・シャーロック
- タブラ・ビート・サイエンス
- ヘンリー・スレッギル